# Дубковецкий, Фёдор Иванович
Фёдор Иванович Дубковецкий (20 апреля [2 мая] 1894, Зарожаны, Бессарабская губерния — 6 марта 1960, Тальное, Черкасская область) — один из зачинателей колхозного движения на Украине, председатель колхоза «Здобуток Жовтня» Тальновского района Черкасской области. Дважды Герой Социалистического Труда (1951, 1958). Член Центральной ревизионной комиссии КПСС (1956—1960).

## Биография
Родился 2 мая (20 апреля по старому стилю) 1894 года в селе Зарожаны Хотинского уезда Бессарабской губернии Российской империи.
Рабочий Зарожанского сахарного завода.
В 1917—1920 годах находился в Красной Армии. Участник Хотинского восстания 1919 года против румынских оккупантов.
В 1922 организовал первое в Тальновском районе товарищество по совместной обработке земли (сельскохозяйственная коммуна «Улей и пчела») и избран его председателем. Позднее товарищество было преобразовано в колхоз «Здобуток Жовтня», председателем которого Дубковецкий был до 1941 и с 1945. Колхоз — участник ВСХВ и ВДНХ СССР, награждён дипломами и премиями.
Член КПСС с 1926 года. Делегат XIX−XXI съездов КПСС. Депутат Верховного Совета СССР 2-го, 3-го и 4-го и 5-го созывов.
Умер 6 марта 1960 года, похоронен в городе Тальное.

## Награды
- Дважды Герой Социалистического Труда:
  - 18.05.1951 — за высокие урожаи пшеницы,
  - 26.02.1958 — за успехи в развитии сельского хозяйства.
- Награждён 2 орденами Ленина и медалями.

## Память
- В г. Тальное воздвигнут монумент Дубковецкому.[5][6] (демонтирован в 2021 г., по решению горсовета в рамках декоммунизации)
- В его квартире открыт музей колхоза.

Фёдор Иванович — автор книг:
- «На путях к коммунизму» (литературная обработка В. П. Минько, 1949),
- «Рождённые Октябрём» (1957),
- «Трудовые будни колхоза „Здобуток Жовтня“» (1957),
- «Здравствуй завтра!» (На дорогах к коммунизму) (1960).